# Sáňčí
Sáňčí (Sánčí) je malá vesnice, která leží 46 km na východě od Bhópálu v centrální indické provincii Madhjapradéš. Je známá především díky svým buddhistickým památkám, které zde byly stavěny mezi 3. stoletím př. n. l. až 12. stoletím a o kterých mnohdy nejsou ani zmínky ve starých spisech. Tyčí se zde jedny z nejzachovalejších buddhistických památek – jsou to mistrně zdobené stúpy (kopulovité mohyly), kláštery a chrámy. Osudným se jim málem stalo až znovuobjevení v 19. století. Dnes je to velmi uznávaná oblast, která přitahuje mnoho turistů i vědeckých znalců.

## Stúpy

### Velká stúpa
Nevýznamnější památkou Sáňčí je na kopci tyčící se Velká stúpa, která je považována za nejstarší sakrální stavbu v Indii. Měří v průměru téměř sedmatřicet metrů a její plášť bez stříšky a hrotu se zvedá do výšky sedmnáct metrů. Byla postavena asi ve 2. století př. n. l. zvětšením původní stúpy, kterou zde nechal ve 3. stol. př. n. l. vystavět buddhistický vládce Ašóka. Korunuje ji čhattra (deštník), který symbolizuje tři klenoty buddhismu – Buddhu, dharmu a sanghu (mnišskou komunitu). K prosté kupoli přibyl ochoz s balustrádou a v prvním století 4 tórany (mistrovsky vyřezávané brány). Jsou vysoké asi 10 metrů a míří do všech světových stran. Umisťují stúpu symbolicky na křižovatku, pravděpodobně aby evokovaly otevřenost a univerzalitu dharmy. Trojité podélné trámy i svislé sloupy z pískovce zobrazují velké množství lidských i zvířecích postav, které jsou propracovány do detailů. Zobrazují scény z Buddhova života, vyprávění o jeho minulých zrozeních, démonech a vyobrazují i bitevní scény. K nejvýznamnějším reliéfům patří ten, na kterém je Buddha lhostejný ke svodům démona Máry, a také příběh z džátak, vyprávějící o princi Makakapim, který zachránil 80 000 opic tím, že svým tělem překlenul řeku Gangu a vytvořil tak most, po kterém opice unikly nepřátelům. Na Ašókových basreliéfech je Buddha znázorněn jako strom. Vedle torany je umístěn Ašókův kamenný sloup, který směřuje k jihu. Nápis na obelisku je vyryt v písmu kharóšthí. Stojí na podestě, kolem níž poutníci krouží ve směru hodinových ručiček, což je akt, jež značí, že to, co je obcházeno, symbolizuje to, co ideálně stojí v centru lidského života. Na podestě stojí černé sochy meditujících buddhů. 

### Stúpa 2
Stúpa 2 leží asi 320 metrů na stejném kopci od Velké stúpy. Byla vystavěna přibližně ve 2. století př. n. l., což naznačuje, že je nejstarší ze tří Stúp z období Sunga. Nejzajímavější položkou ve Stúpě 2 je kolekce basreliéfů, jako jsou medailony. Jsou zde zdobné motivy jako lotosové květy, jiná vegetace a různé motivy zvířat. Jedním ze zvířat, která jsou zobrazena na basreliéfech ve tvaru medailonů na balustrádě je slon. Poutníci zde podstupovali ochůzky ve směru libovolných ručiček zvanou "pradakši napatha".

### Stúpa 3
Stúpa 3, leží asi 60 metrů severně od Velké stúpy, byla postavena v 1. století. Jako by napodobovala Velkou Stúpu v malém měřítku, její tvorba byla skoro stejná jako v případě Velké stúpy za starých časů, kromě toho, že jeho Chhatra má jedinou vrstvu, na rozdíl od tří posledních. V malé komoře v této relikvii Stúpy byly nalezeny dva steatity (skříňky na popel), na kterých bylo napsáno prvních deset učedníků Buddhy. Byly tam nalezeny také úlomky kostí, krystaly, ametysty, perly. Byly přeneseni do Británie ale nějaký čas poté se vrátily zpátky do Indie, kde jsou nyní uloženy v novém chrámů vystavěném na kopci vedle stúp.

## Historie

### Ašókaa následovníci
Největší zásluhu na vzniknutí toho poutního místa mu dal právě indický císař Ašóka kolem 3. století př. n. l.. Vybudoval ho na počest sňatku se svou ženou. Císař Ašóka dal také poprvé vyhlásit buddhismus za státní náboženství. Dal vystavět první stúpy a vztyčit leštěné pískovcové sloupy. Později v následujících dvou stoletích ještě přibylo velké množství stúp, chrámů i klášterů.
Stavělo se až do dvanáctého století, ale později byly stavby zapomenuty v džungli jako spoustu ostatních.
Po objevení památek generálem Taylorem bylo opět Sáňčí velkou senzací a přitahovalo mnoho vědců, archeologů, ale v neposlední řade také lovce pokladů. Sáňčí bylo rozkradeno a poničeno.

#### Ašókův sloup
Na celém pahorku nad Sáňčí jsou postaveny desítky dalších malých stúp, ruiny klášterů, chrámů a pilířů: například chrám a klášter číslo 45 ze 7.-8. století n. l. nebo chrám číslo 17, který má již prvky klasického hinduistického stavebního stylu.
Sloup je z čunarského pískovce a císař Ašóka jich nechal postavil po celé Indii několik desítek. Nápisy na nich – Ašókovy edikty šířily mírumilovné myšlenky, ale poničený text na tomto sloupu má spíše vyhrožovat než šířit mírumilovnost. Mnichy tak varuje před hříchy a hrozí jim trestem vyhoštění. Tento sloup je považován za dobře zachovaný, ačkoliv před znovuobjevením památek v 19. stol došlo k jejich velkému poničení.

### Období Šunga
Přibližně okolo 2. století př. n. l. byla Velká Stúpa zdemolována s nástupem císaře jménem Pušjamitra Šunga. Zničili původní stúpu a jeho syn Agnimitra jí přestavěl. Později byla Velká Stúpa rozšířena kamennými deskami na téměř dvojnásobek své původní velikosti. Kopule (kumbha) byla na vrcholu zarovnaná a korunovaná třemi překrývajícími slunečníky uvnitř čtvercového zábradlí (védiká).

### Období Sátaváhana
Dekorace vyřezávané do severní vstupní brány stúpy byly zhotoveny za Satavahanovo vlády. Zachycovaly každodenní život Buddhy a tak měli divákům usnadnit aby pochopili buddhistické vyznání, jak je důležité pro jejich životy. V Sánčí většina stúp byla vystavěna s peněžní pomocí obyvatel. nebylo tam žádné přímé přímé královské sponzorství. Ti co přispěli na zhotovení výzdoby často volili scény že života Buddhy a později měli svá jména i napsaná na zhotoveném díle.Buddha nebyl nikdy líčen jako lidská postava. Namísto toho se umělci rozhodli že jej budou zastupovat určité atributy, jako je kůň,jeho stopy nebo baldachýn pod Bodhi stromem v okamžiku jeho osvícení. Lidské tělo bylo totiž považováno za příliš svazující pro Buddhu.

### Pozdější období

#### Kláštery a chrámy
Můžeme zde také nalézt kláštery a chrámy, které spadají do rozlišných období vyznávání buddhistické víry. Chrám č. 18 je ze 7. stol. a můžeme na něm pozorovat jeho nezaměnitelný řecký vzhled a je to také důkaz o tom, že zde zanechal svůj odkaz i Alexandr Veliký. Chrám č. 17 je pravděpodobně jedním z prvních buddhistických chrámů. Skládá se ze čtvercové svatyně s plochou střechou, sloupovím a 4 pilíři. Interiér a tři strany exteriéru jsou hladké a nezdobené, ale přední sloupy jsou elegantně vyřezávané, což chrámu dodává "klasický" vzhled. Splývání asketického buddhismu a melodramatickými až teatrálními hinduistickými kulty se odráží v chrámech č. 45 a 47 na jižní straně kopce. Na vysokých reliéfech je Buddha obklopen božstvy řek Gangy a Jamuny, smyslnými tanečnicemi a dokonce i erotickými scénami, otvírajícími novou spirituální a uměleckou sféru, která dosáhla dokonalosti v podobě chrámů v Khadžuráhu. Další buddhistické a i brzy hinduistické struktury byla přidány do 12. století. S úpadkem buddhismu v Indii, památky v Sánčí vyšly z užívání a dostaly se do havarijního stavu.

### Západní znovuobjevení
V roce 1818 britský důstojník generál Taylor, byl první známý historik, který znovuobjevil Sáňčí. Hodně amatérských archeologů a lovců pokladů zpustošilo toto místo, až od roku 1881 bylo zahájeno restaurování. V letech 1912 a 1919 struktury byly obnoveny a jejich současný stav byl pod dohledem Sir Johna Marshalla.
Dnes tyto památky (asi tři stůpy, několik chrámů atd.) jsou uvedeny mezi světové dědictví UNESCO od roku 1989.

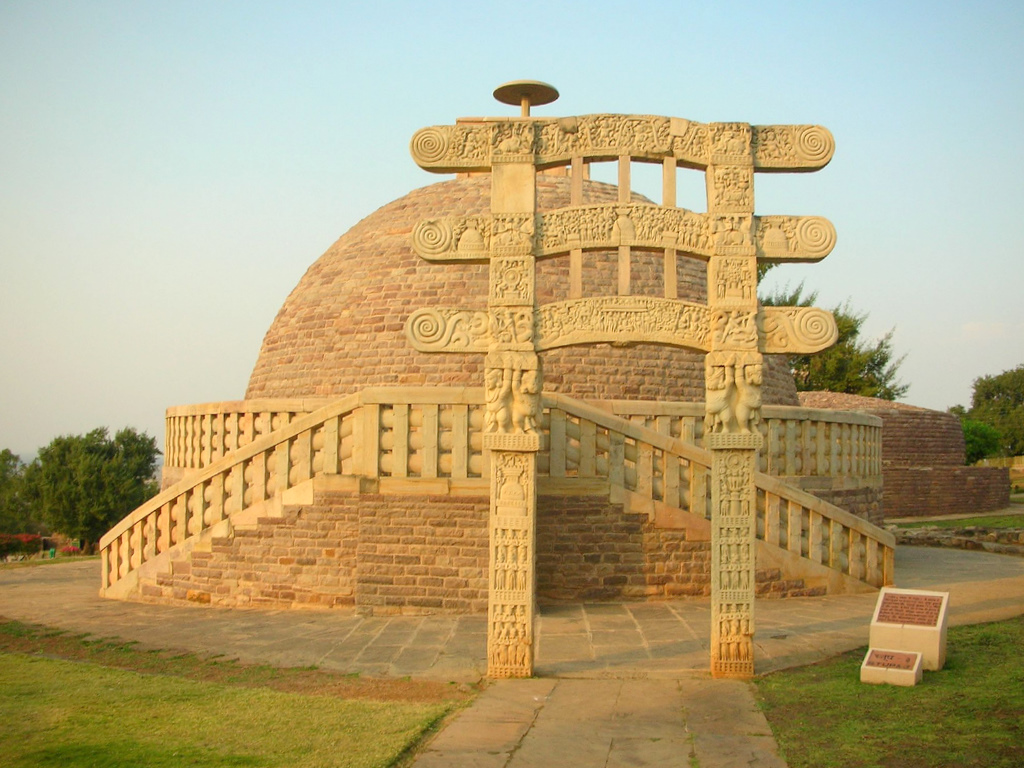
Stúpa 3, Sánčí.
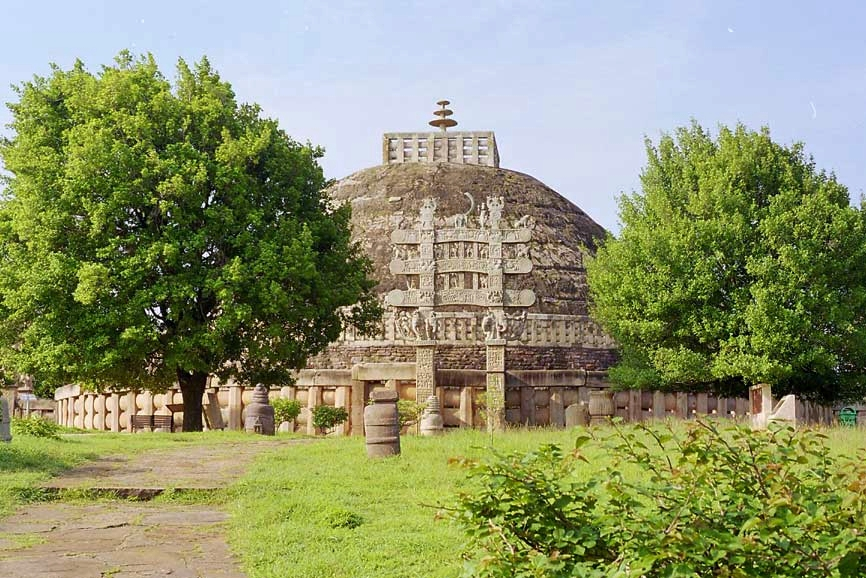
Sánčí, 2003.
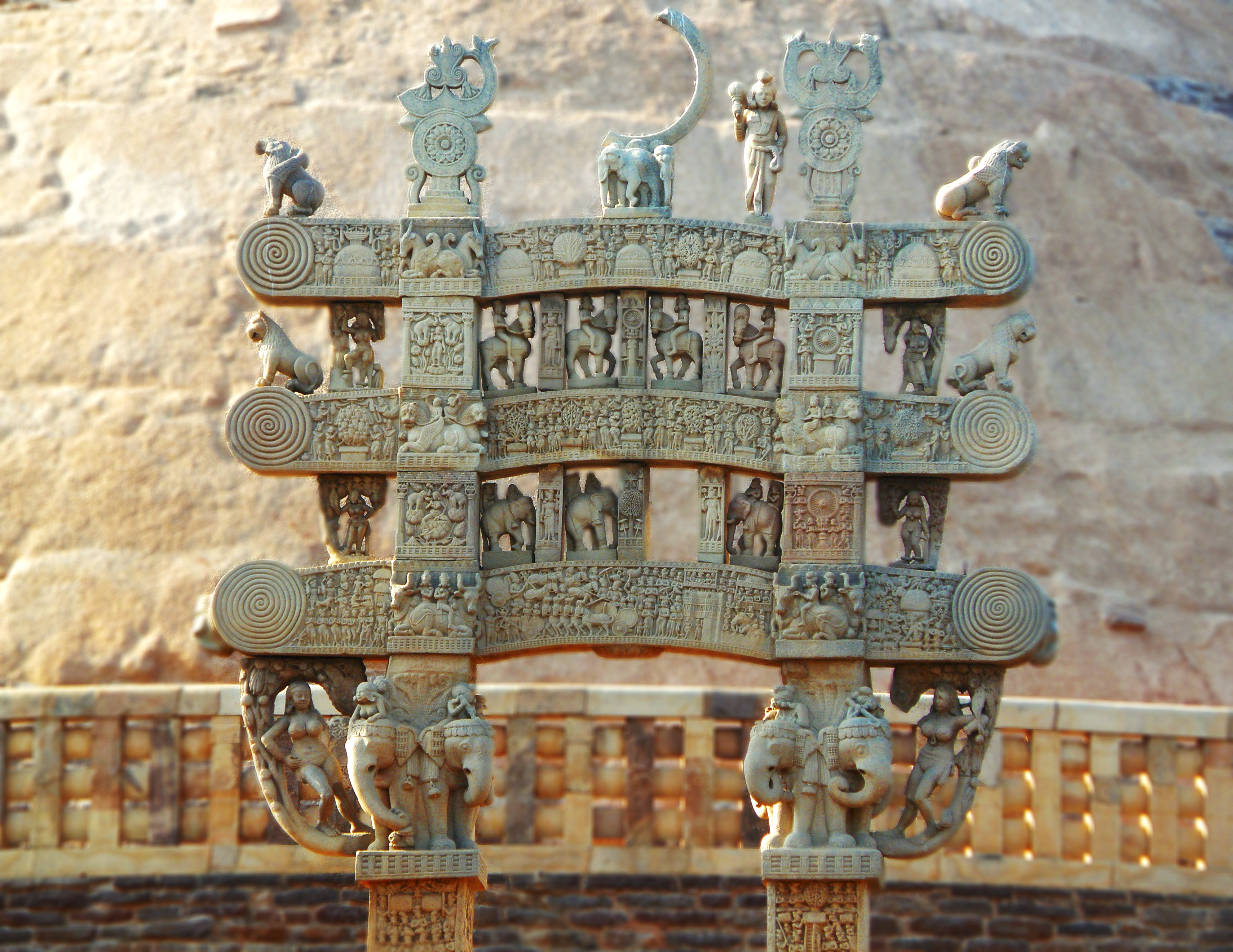
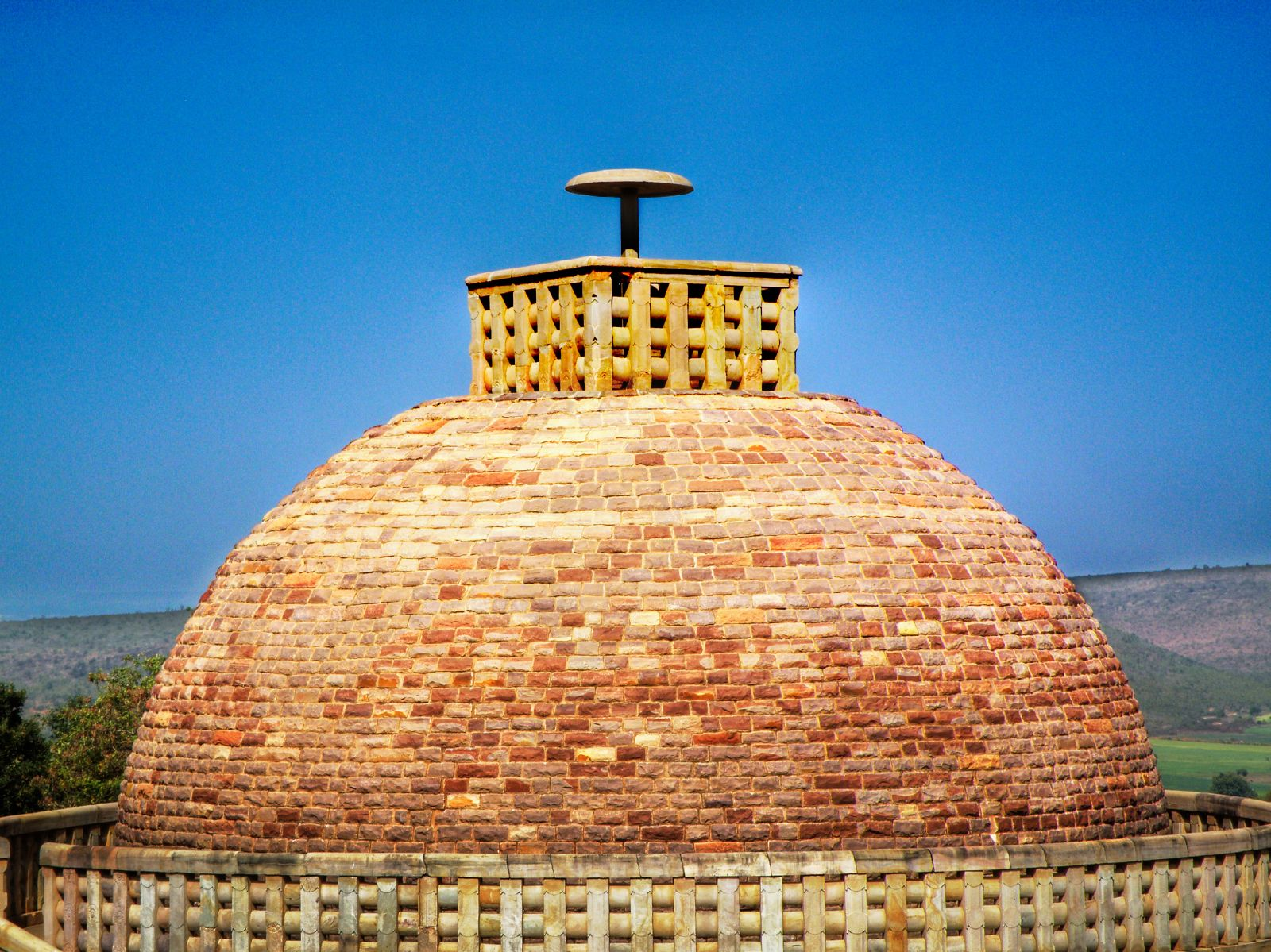
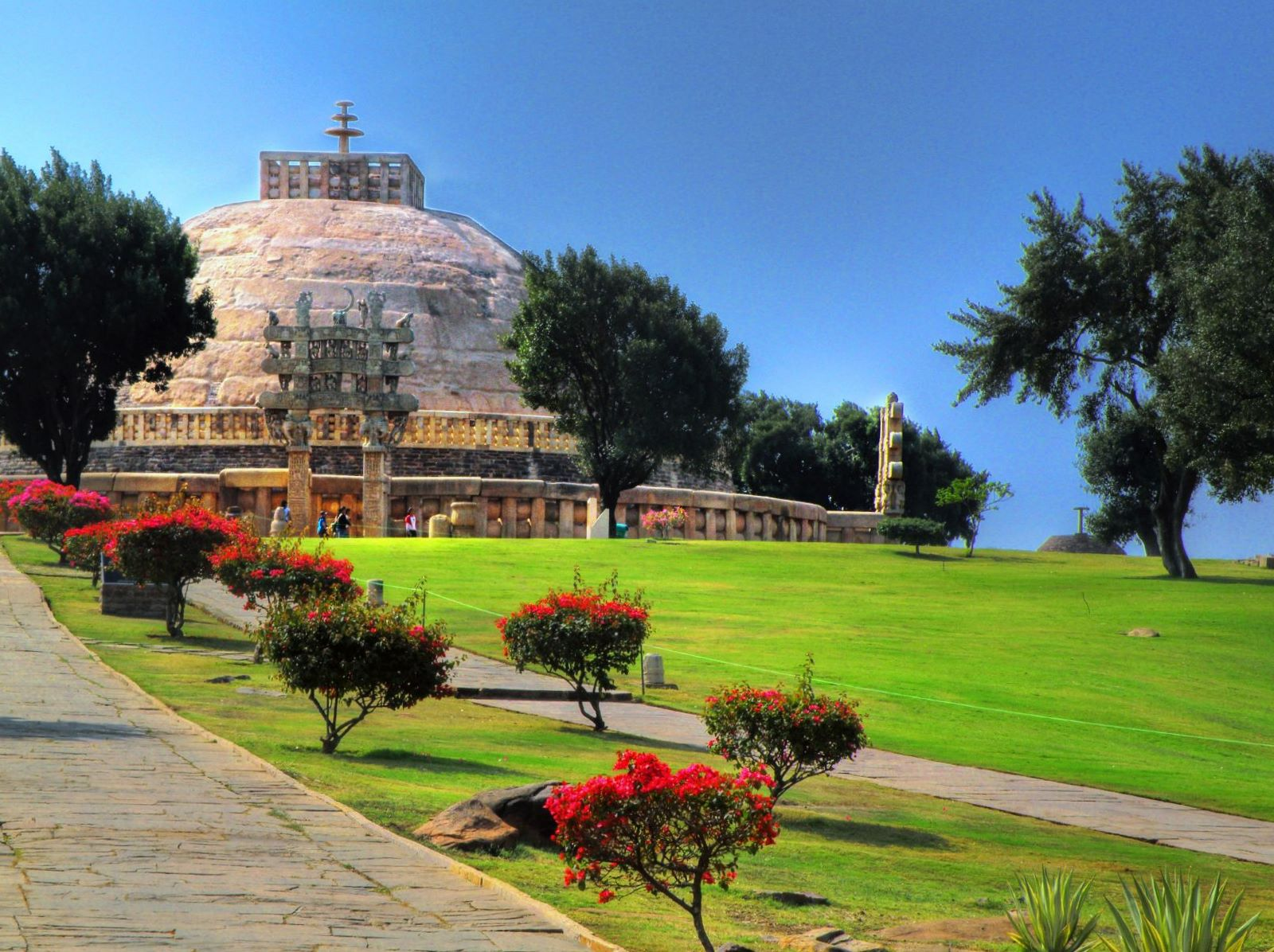
Stúpa v Sánčí se zahradou.
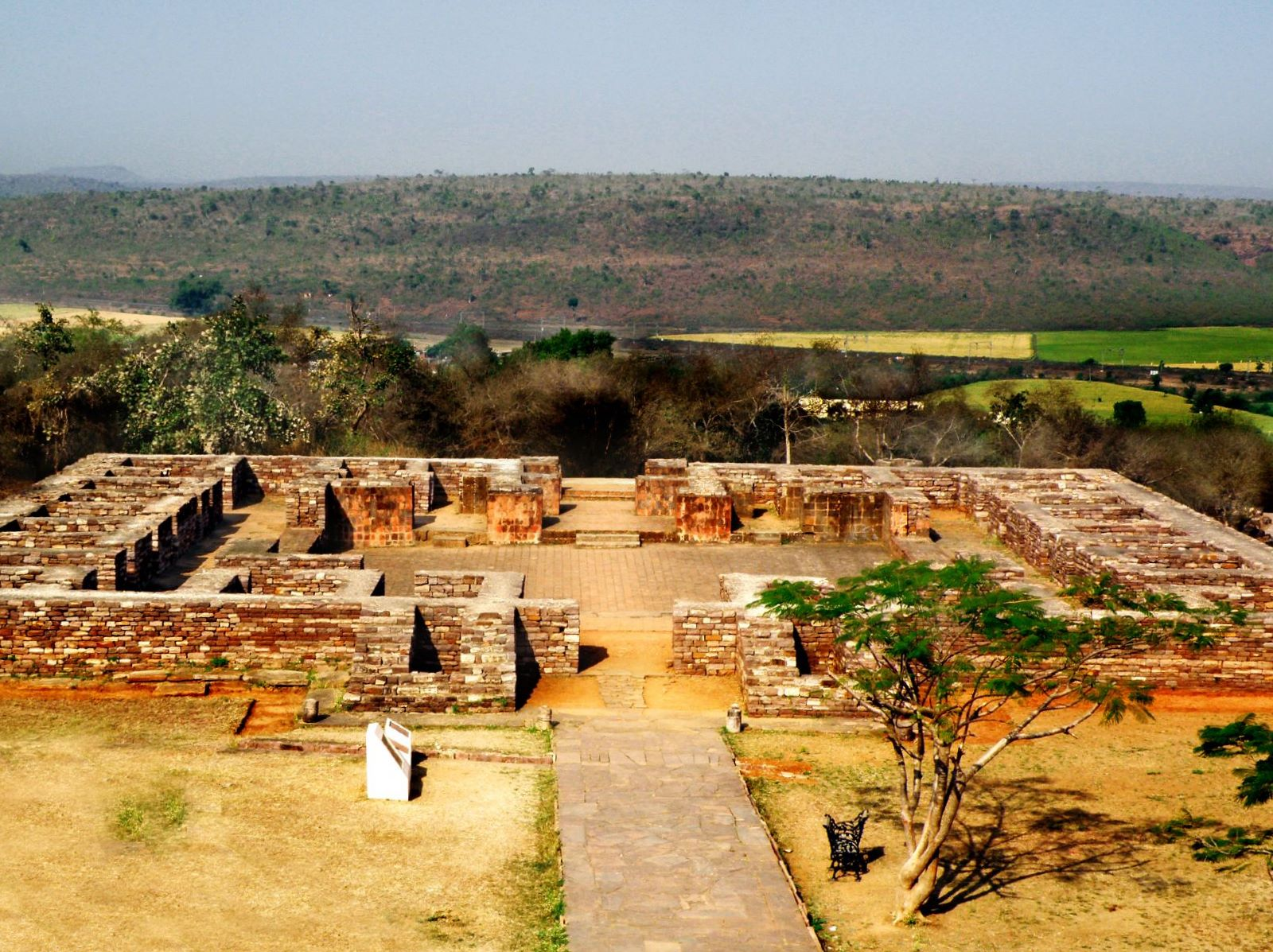
Pozůstatky chrámu v Sánčí.
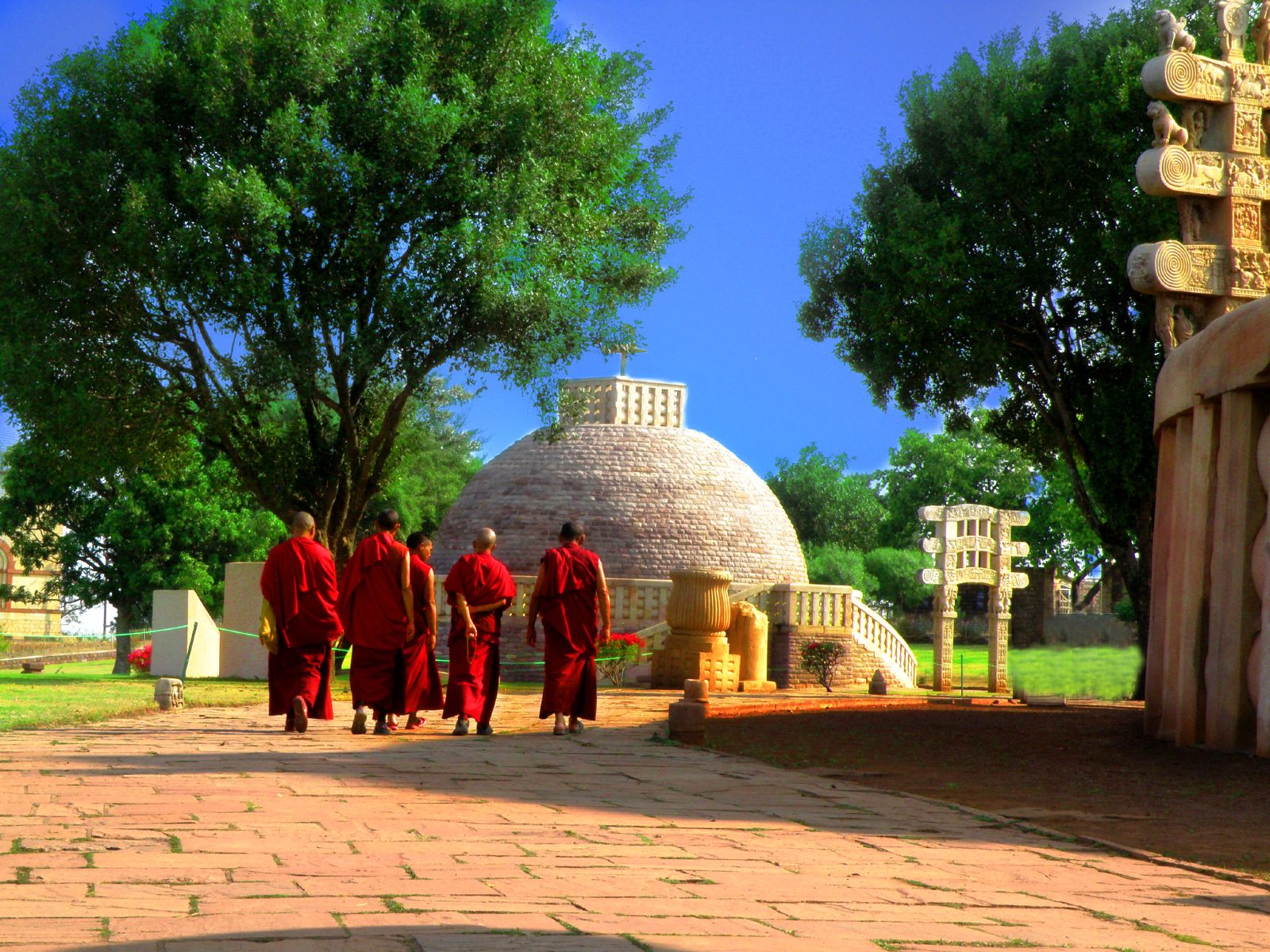
Mnichové navštěvující Stúpu v Sánčí.